# Andrew Murphy
Andrew Murphy – kanadyjski snowboardzista. Nie startował na igrzyskach olimpijskich ani na mistrzostwach świata w snowboardzie. Najlepsze wyniki w Pucharze Świata osiągnął w sezonie, kiedy to zajął 72. miejsce w klasyfikacji generalnej.
W 2000 r. zakończył karierę.

## Sukcesy

### Puchar Świata

#### Miejsca w klasyfikacji generalnej
- 1996/1997 - 72.
- 1997/1998 - 127.
- 1998/1999 - 127.
- 1999/2000 - 127.

#### Miejsca na podium
1. Sun Peaks – 17 grudnia 1996 (Snowcross) - 2. miejsce